# Tuomijärvi
Tuomijärvi är en sjö i Finland. Den ligger i kommunen Posio i landskapet Lappland, i den norra delen av landet, 700 km norr om huvudstaden Helsingfors. Tuomijärvi ligger 240,3 meter över havet. Den är 2,6 meter djup. Arean är 87,5 hektar och strandlinjen är 5,52 kilometer lång. Sjön  ingår i Ijo älvs huvudavrinningsområde. 